# L'innocenza ambigua
L'innocenza ambigua è un romanzo di Julien Green, pubblicato a Parigi presso l'editore Plon nel 1977.
Il romanzo è stato tradotto in giapponese, olandese, tedesco, spagnolo; in italiano è apparso nel 1979.

## Trama
Louise ha 13 anni, una bellezza perfetta, un carattere molto silenzioso. Orfana (i genitori sono morti in un incidente stradale), è affidata per testamento alla sorella del padre, Gertrude, una donna a sua volta bellissima, di circa quarant'anni. Questa zia si dice molto affezionata a louise e lamenta che la fanciulla, ancora molto bambina, non le parli quasi mai, preferendo di gran lunga la compagnia della cuoca Lina, una donna semplice e schietta.
Mentre la zia riceve di giovedì molti invitati che in fondo non la stimano, Louise scopre un gioco pericoloso, raggiungendo la soffitta e aprendo una portafinestra che dà sul vuoto. Ciò spaventa la zia che sempre più spesso chiude Louise in camera. Ma un altro assillo spinge la zia a queste misure: vi sono due persone che nutrono insani pensieri verso la piccola. Il primo è Brochard, un impiegato in pensione, che scrocca denaro e cibo e fa una vita sordida, ricattato da un tale Félix che, conoscendone i vizi, lo manipola con facilità. L'altro è il secondo zio di Louise (fratello del padre e di Gertrude) Gustave, uomo molto ricco e lavoratore, ma pericoloso al massimo.
Gustave, facendo leva sulle debolezze di Gertrude e offrendole una sicurezza economica che la donna sembra non avere nonostante le apparenze, la convince a cedere a lui la tutela di Louise, con lo scopo dichiarato di metterla in un ottimo collegio, Chanteleu. Tormentata da incubi, incapace di prendere in mano le sue finanze, Gertrude cede al fratello e consente che Louise parta per la scuola, poiché finora aveva ricevuto lezioni da una insegnante privata. L'ipotesi è che la ragazzina sia leggermente ritardata e si prendono accordi perché nel collegio non sia interrogata dalle insegnanti.
A condurre Louise a Chanteleu è una donna molto dolce di nome Marthe Réau, la quale installa la protetta a fianco della propria camera. Ma, al momento della partenza, la cuoca Lina (che era stata tenuta all'oscuro di tutto) vuole accomiatarsi da Louise e, non potendo raggiungere l'automobile che si allontana, corre in soffitta e si sporge dalla portafinestra. La poveretta scivola e rimane aggrappata al telaio della porta. I soccorsi arrivano presto, ma trovano solo un cadavere: il cuore della disgraziata Lina ha ceduto e le sue mani si sono sformate per mantenere la presa.
L'ambiente di Chanteleu rende finalmente felice Louise, almeno per qualche tempo. Tutte le compagne sembrano volerle bene, ma più di tutte una ragazza grossa e decisamente brutta, Fernande, che le sta continuamente a fianco e la protegge durante il giorno. La notte c'è la serena vicinanza di Marthe Réau. Nessuno ha detto a Louise della tragedia di Lina e nessuno le dice che nel collegio ci sono molte passioni, tra cui una assai antica, tra la direttrice e Marthe Réau, ormai sopita dal tempo e dall'età. Ma le due donne sanno che si deve tenere ben lontano lo zio di Louise, in quanto già compromesso da una violenza carnale su una bambina. L'uomo concupisce la nipote, pensa anche che ben presto crescerà e lui avrà perso la sua occasione, ma si rende conto che Louise ha paura di lui e quindi non preme troppo per venire a Chanteleu.
Arrivano le vacanze di Natale e comincia a nevicare. Molte allieve resteranno al collegio e sono entusiaste della neve. Il fenomeno però finisce con lo stancare e deprimere tutti. In questo frangente Louise scompare dal collegio senza lasciare traccia. Le ricerche sono vane: nulla fa pensare che sia morta. Lo zio è colpito da un infarto, da cui si riprenderà. Marthe Réau invecchia di colpo (a lei Louise aveva lasciato un biglietto di addio), anche Fernande precipita in uno stato di dolore profondo.
Si fa strada a poco a poco la certezza che Louise non tornerà più e ciò induce Marthe Réau a partire a sua volta. La direttrice, beffarda, dice che Marthe non può che andare in convento. Subito dopo se ne va Fernande, che ha chiesto alla sua famiglia di toglierla da Chanteleu. Passano i mesi e la primavera scioglie la neve, riporta la vivacità nella natura e nelle persone. Allora Gustave, dopo essere andato in un parco, guarda molti bimbi e, quando tutti se ne vanno a sera, si taglia la gola. Il suo testamento sorprende perché, oltre a Gertrude che diviene molto ricca, anche Brochard e Félix ricevono un bel gruzzolo ciascuno. Gertrude rimane sola e pensa a un matrimonio. Ogni tanto chiama Louise, ma senza dolore, e finge che la sua piccola vittima sia in camera ad aspettarla.

## Personaggi
- Gertrude - Vedova, viziata, frustrata nelle aspirazioni mondane (ai suoi ricevimenti si viene solo per rimpinzarsi e non per affetto o stima), nel fondo del cuore teme la nipote, capace di muovere in lei emozioni tormentose. Ma teme anche la cuoca, Brochard e soprattutto il fratello, perché tutti sembrano leggerle dentro e capiscono che non ama Louise come una figlia o una nipote. Il passo verso il vizio sarebbe breve, ma Gertrude non lo fa, avendo già troppe fonti di ansia.
- Gustave - Autoritario, dotato di intelligenza pratica, in privato perde il controllo di sé e i suoi pensieri vengono ben compresi da chi gli sta attorno. In prossimità della morte però ha un gesto di riconoscimento verso altri disgraziati come lui e lascia un gruzzolo a Brochard per averne ricevuto una banale gentilezza e così per Félix. Contraddizioni di una coscienza sporca in sommo grado.
- Marthe Réau - Lacerata tra la sua natura omosessuale e una fede poco compresa da chi le sta vicino, riuscirà nel proposito di non turbare mai la piccola, ma non reggerà personalmente alla prova.
- Louise - Personaggio quasi muto (pronuncia pochissime frasi nel libro), sembra fatta per rappresentare l'innocenza, attraverso la purezza dei suoi lineamenti e tratti fisici, e per la mente oscurata agli altri, che non sanno mai cosa pensi davvero. Rimane il dubbio che invece, vittima di tante passioni estreme, Louise abbia capito tutto ciò che la circonda. Altrimenti non avrebbe lasciato il luogo malvagio[5]. Ma il luogo malefico è dappertutto e quindi, dove è andata Louise? La risposta dell'autore è: nella neve. E di ciò ci si deve accontentare.

## Edizioni in italiano
- J. Green, L'innocenza ambigua, traduzione di Elina Klersy Imberciadori, ed. Rusconi, Milano 1979;